# Nordea
Nordea Bank Abp (finska: Nordea Bank Oyj) är en nordisk bank- och finanskoncern, etablerad 2000 genom sammanslagning av Merita-Nordbanken, Unibank och Kreditkassen. Huvudkontoret för koncernen finns i Helsingfors, Finland.
Nordea har idag (2023) verksamhet på fyra hemmamarknader. Norden, med Danmark, Finland, Norge och Sverige, samt historiskt på de europeiska marknaderna Polen,  Estland, Lettland, Litauen och Ryssland. I Polen och Estland har Nordea fortfarande supportfunktioner, men ingen bankverksamhet. På de nordiska marknaderna är Nordea oftast nummer ett eller två, på både privat- och företagssidan. Den enskilt största ägaren var tidigare det finländska försäkringsbolaget Sampo 2020: 15,9 % (2019: 21,4 %) av aktierna, som dock sålde alla återstående aktier april 2022. Bland andra tidigare stora aktieägare i bolaget märks svenska staten, som under 2013 minskade sitt ägande från 13,4 till 7,8 %, för att i slutet av september samma år sälja hela aktieinnehavet. Tidningen Dagens Nyheter kunde samma år visa att svenska statens ägande i Nordea har resulterat i ett samlat överskott för staten på cirka 60 miljarder kronor från utdelningar och försäljningsintäkter.
Nordea är listad på Stockholmsbörsen, Helsingforsbörsen och Köpenhamnsbörsen. Den svenska delen av Nordea har historiskt bildats från bland annat PKbanken, Nordbanken och Gota Bank.

## Verksamhet
Nordea har cirka 11 miljoner bankkunder , över 1 400 kontor och 700 000 företagskunder. Nordeas internetbank är en av världens största med 6,2 miljoner användare och 260 miljoner transaktioner per år.
Bolaget har verksamhet i 20 olika länder antingen genom egna eller representationskontor. International corporate banking är verksamma i Tyskland, Storbritannien, Singapore och USA. 
År 2006 köpte Nordea den ryska banken JSB Orgresbank för 2,24 miljarder kronor. Nordeas verksamhet i Ryssland avvecklades 2021.
Den 13 april 2007 tillträdde dansken Christian Clausen posten som koncernchef, som efterträdde svensken Lars G. Nordström. 1 november 2015 ersattes Clausen av finländaren Casper von Koskull, som i sin tur ersattes av danske f.d. Handelsbanken och Stadshypotek VD:n Frank Vang-Jensen.
Den 31 augusti 2009 meddelade Nordea att man köper danska Fionia Bank för 121 miljoner euro.
Koncernens huvudkontor låg mellan bildandet år 2000 och 2018 i Stockholm och ligger från 2018 i Helsingfors.

## Dotterbolag
- Årsskiftet 2016–17 slogs Nordeas nordiska banker ihop till en bank med säte i Stockholm (numera Helsingfors) och därmed upplöstes samtliga nordiska dotterbolag.
- Nordea Bank Danmark A/S
- Nordea Bank Finland Abp / Nordea Pankki Suomi Oyj
- Nordea Bank Norge ASA

Då Nordea lämnade marknaderna i Polen (2014) och Baltikum (2017) upplöstes eller såldes dotterbolagen på dessa marknader.
- Nordea Bank Polska S.A.
- JSB Orgresbank (Ryssland)
- Nordea Bank Lietuva
- Latvijas filiāle (Lettland)

## Penningtvätt och skatteflykt
År 2015 dömdes Nordea tillsammans med Handelsbanken till höga böter och fick skarp kritik av Finansinspektionen (FI) på grund av brister i bankens rutiner för att förebygga penningtvätt. FI:s chefsjurist Per Håkansson sade att ”Nordeas system har i princip släppt igenom vad som helst”. Rutinerna kunde heller inte fånga upp riskkategorier eller transaktioner till skatteparadis. Pengar som tvättas av kriminella kan enligt FI användas bland annat för att finansiera terrorism. Nordea fick den strängaste sanktionen av de två bankerna med en bot på 50 miljoner kronor. FI uppgav också att om bristerna hade upptäckts efter augusti 2014 hade böterna blivit ännu högre, eftersom straffavgiftens tak då höjdes till 10% av årsomsättningen vilken i Nordeas fall var cirka sex miljarder.
Nordeas avdelning i Luxemburg grundade åren 2004–2014 nästan 400 skatteparadisbolag i Panama och Brittiska Jungfruöarna åt sina kunder trots varningar från FI, enligt Panamadokumenten som läckte ut 2016. Nordea bad 2012 den Panamabaserade advokatfirman Mossack Fonseca att ändra dokument i efterhand så att tre danska kunders fullmakter skulle verka ha trätt i kraft redan 2010. Som en konsekvens av de läckta Panamadokumenten sade FI den 4 april 2016 att man skall starta en utredning om Nordeas ageranden. Den dåvarande finansministern Magdalena Andersson karaktäriserade företagets agerande som ”kriminellt” och ”totalt oacceptabelt”.

## Företagsledning

### Ordförande
- Vesa Vainio, 2000–2002[17][18]
- Hans Dalborg, 2002–2011[19]
- Björn Wahlroos, 2011–2019[20]
- Torbjörn Magnusson, 2019–[21]

### Verkställande direktörer
- Thorleif Krarup, 2000–2002[22]
- Lars G. Nordström, 2002–2007[22]
- Christian Clausen, 2007–2015[22]
- Casper von Koskull, 2015–2019[23]
- Frank Vang-Jensen, 2019–[24]

## Samarbete med högskolor och universitet
Företaget deltar i Handelshögskolan i Stockholms partnerprogram för företag som bidrar finansiellt till Handelshögskolan i Stockholm och nära samarbetar med den vad gäller utbildning och forskning.

## Bildgalleri

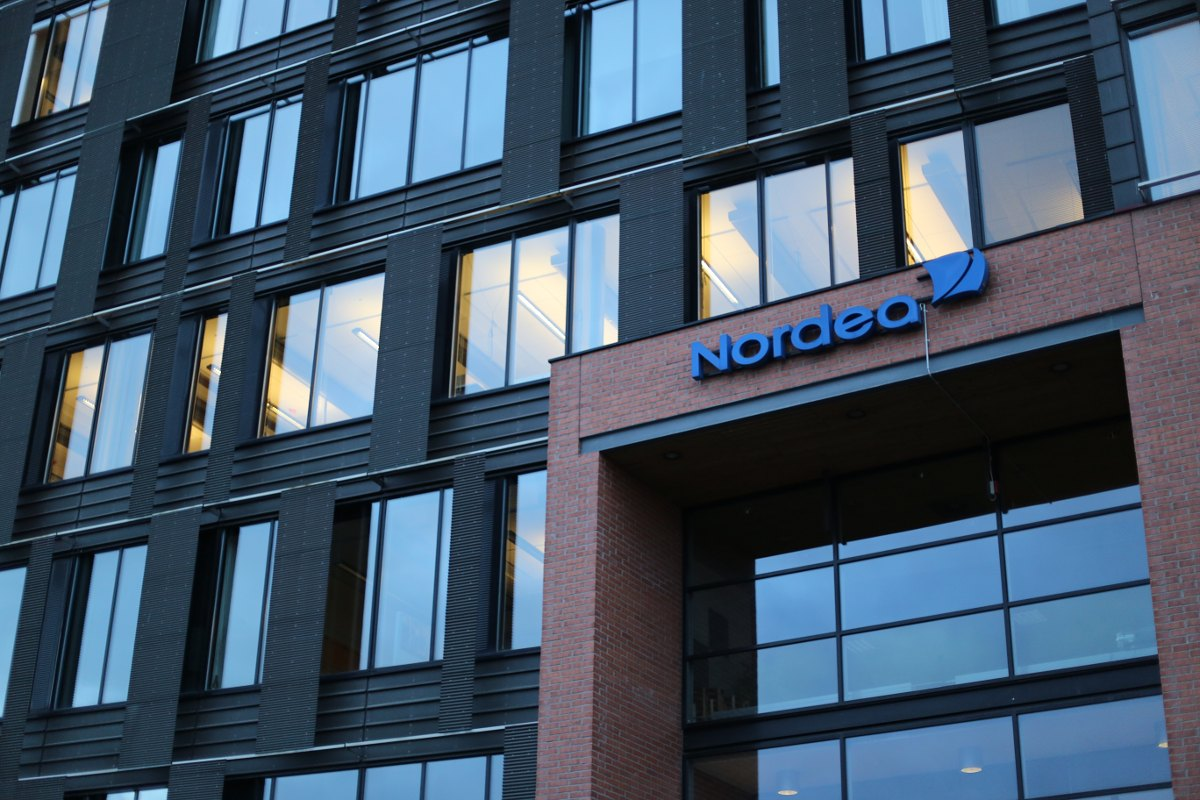
Nordeas huvudkontor i Helsingfors
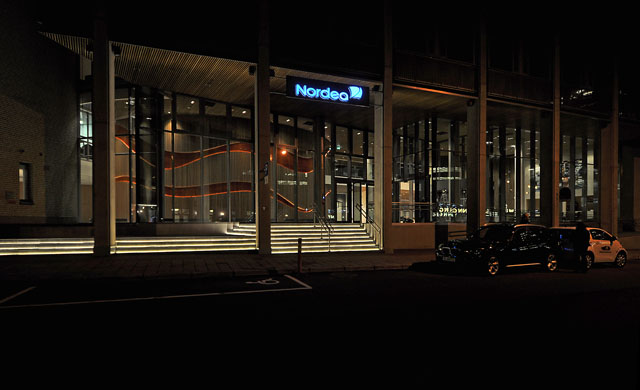
Kontor i Oslo
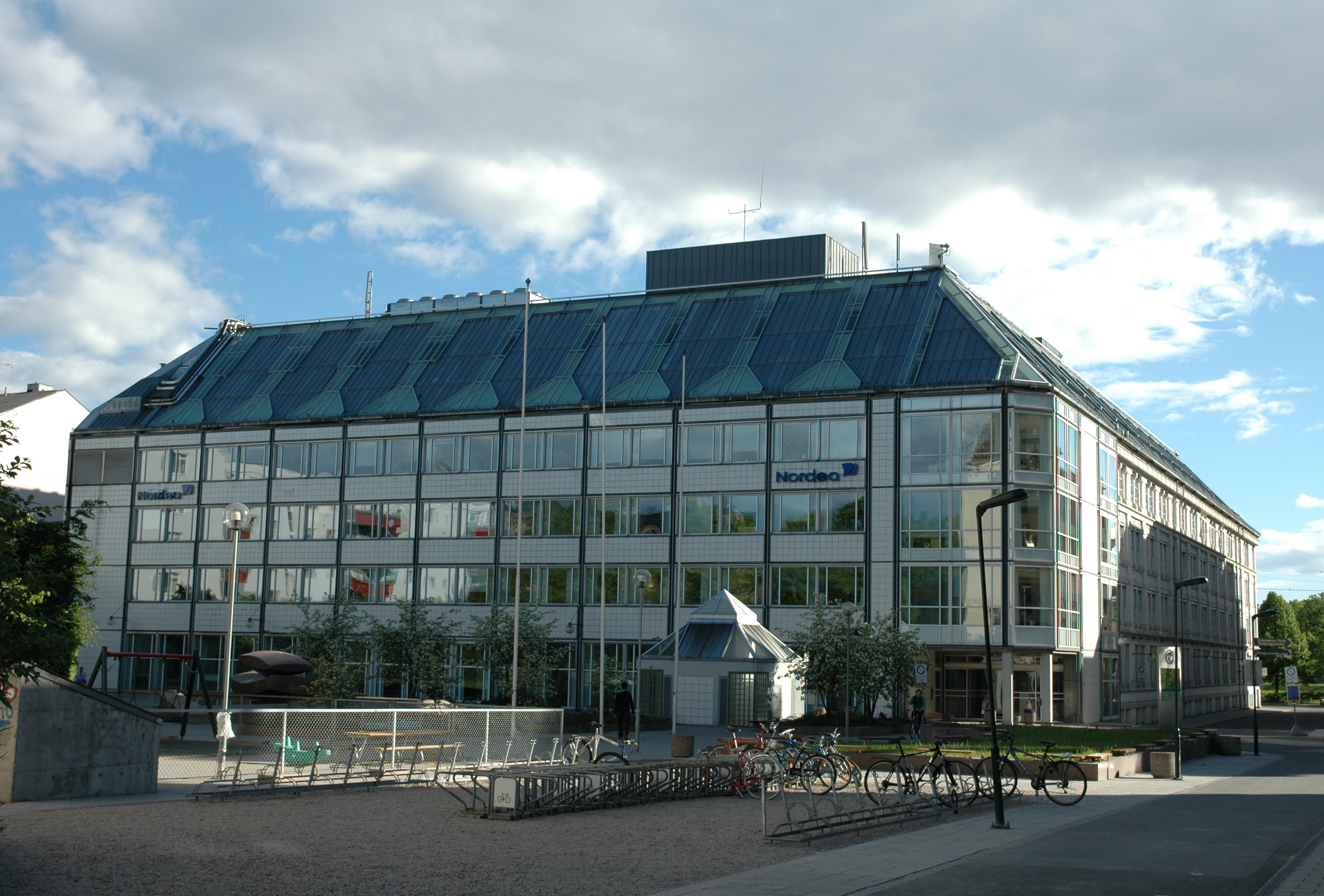
Fd kontor i Oslo
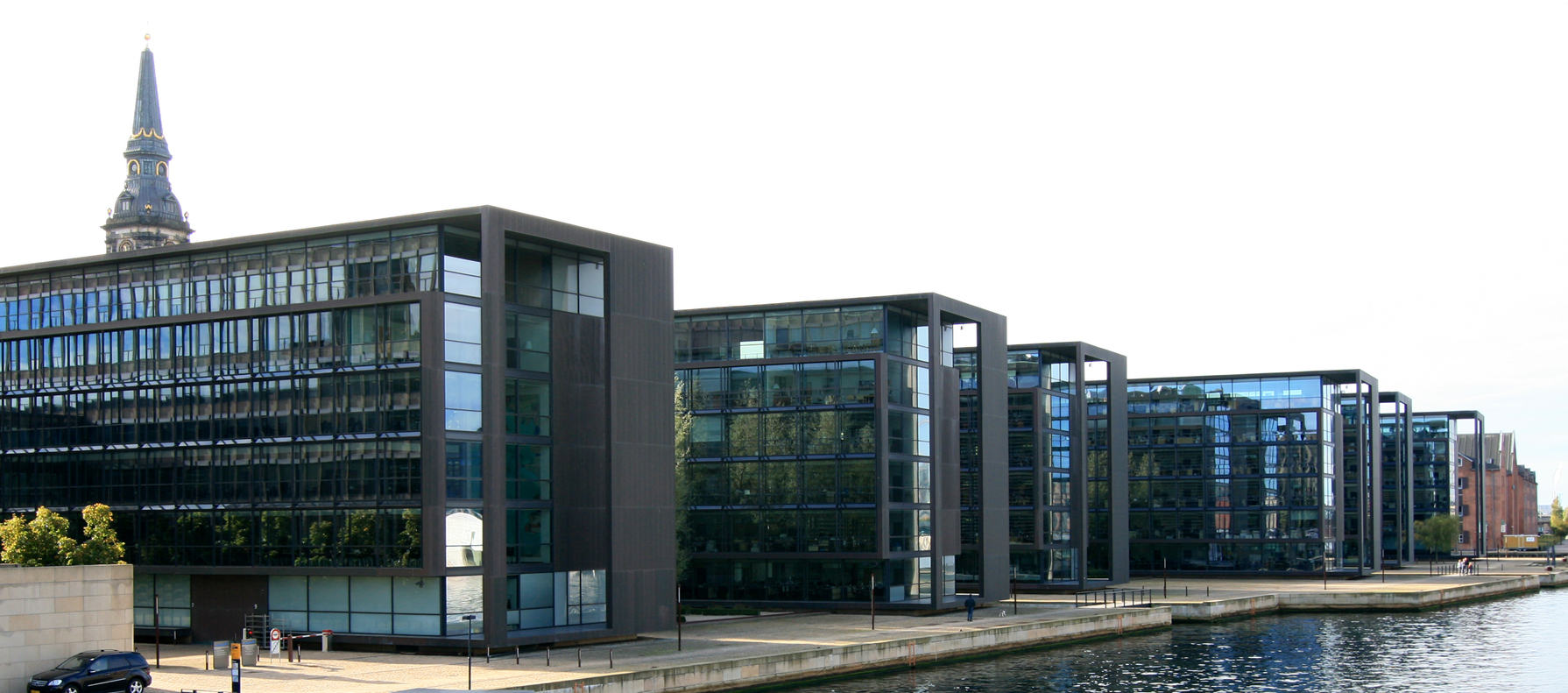
Kontor i Köpenhamn